# Alexandra Stan
Alexandra Ioana Stan (Costanza, 10 giugno 1989) è una cantante e compositrice rumena, diventata famosa in tutto il mondo nel 2011 grazie alla hit internazionale Mr. Saxobeat, che si è imposta al numero uno in svariate classifiche mondiali, raggiungendo anche il 21º posto nella Billboard Hot 100.
Nel corso della sua carriera ha ottenuto altri successi commerciali con singoli come Get Back (ASAP), Lemonade, Cliché (Hush Hush), Cherry Pop, We Wanna e I Did It, Mama!, oltre a pubblicare cinque album e vincere svariati premi, tra cui un MTV Europe Music Award. Nella sua carriera ha collaborato con artisti come Daddy Yankee e Inna, oltre a incidere canzoni in cinque lingue: inglese, francese, rumeno, italiano e spagnolo.

## Biografia
Nata a Costanza, in Romania, si diploma al liceo Traian e in seguito frequenta la facoltà di Economia e Management Andrei Saguna. Sin da piccola dimostra un interesse speciale per la musica, cantando canzoni popolari e componendo anche propri brani. Ha partecipato a diversi concorsi musicali come il Mamaia Music Festival, vincendo numerosi premi.

## Carriera

### Il debutto
Agli inizi del 2009, partecipa ad una serata in un "Karaoke Bar" dove è presente Marcel Prodan, noto produttore rumeno e direttore principale della casa discografica Maan Studio. Prodan le offre un contratto con la sua etichetta musicale. Lavorano così per il debutto e il 25 novembre dello stesso anno lanciano il singolo promozionale Show Me The Way. Il suo primo singolo ufficiale è tuttavia Lollipop (Param Pam Pam), il quale ottiene un notevole successo a livello nazionale. Nel 2010 collabora con il gruppo Hi-Q nel loro brano in lingua rumena Mor De Dor.

### Mr. Saxobeat, il successo mondiale e l'abbandono della casa discografica

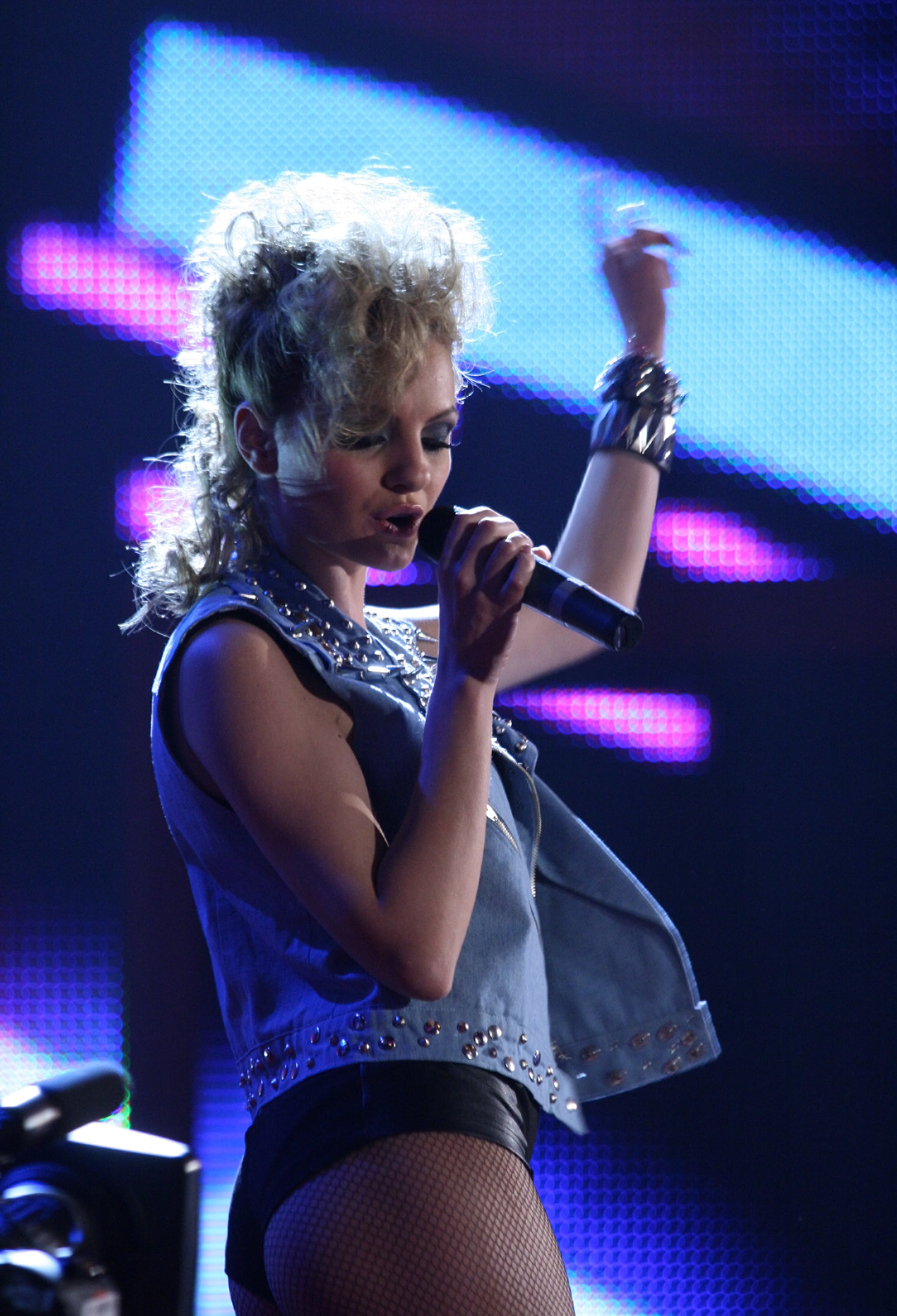
Alexandra Stan nel 2011

Nel 2011 produce il singolo Mr. Saxobeat: la canzone raggiunge la posizione più alta della Romanian Top 100 e si rivela una hit internazionale conosciuta in tutto il mondo. Successivamente il 3 gennaio 2011 viene pubblicata la traccia di genere elettropop Energy, ed anche una cover della canzone di Rihanna Take a Bow, utilizzata come b-side per il nuovo brano; a marzo dello stesso anno pubblica il terzo singolo Get Back (ASAP), che precede la pubblicazione dell'album d'esordio Saxobeats, pubblicato in tutto il mondo nell'estate 2011. La promozione continua con vari show-case e concerti in giro per il mondo, successivamente venne distribuito come singolo promozionale con tanto di video clip, la versione "Maan Studio Remix" del brano Get Back (ASAP).
A dicembre esce il quarto ed ultimo singolo dall'album, 1.000.000 in collaborazione con il cantante tedesco Carlprit, chiudendo ufficialmente il progetto di debutto. Nel 2012 collabora con la band nota in Europa, Follow Your Instinct nel brano Baby, It's Ok. Il 2 ottobre 2012 pubblica esclusivamente per il mercato italiano un EP chiamato The Best Singles EP, il quale contiene i primi quattro singoli del primo disco.
Nell'estate 2013, Alexandra Stan finisce in ospedale, dichiarando di essere stata percossa violentemente dal suo ragazzo e manager Marcel Prodan, il quale aveva lasciato sul suo corpo molte ferite e lividi. Di conseguenza, Stan recede il contratto con l'etichetta "Maan Studio", una volta pubblicata la ristampa dell'album Saxobeats, chiamata Cliché (Hush Hush). La riedizione contiene tre tracce inedite: Lemonade, pubblicata come primo singolo nell'estate 2012; Cliché (Hush Hush), secondo singolo a fine 2012; All My People, terzo ed ultimo singolo, pubblicato a maggio 2013, in aggiunta dei remix delle medesime ed una versione acustica di Cliché (Hush Hush), distribuita come singolo promozionale con un video clip in studio,. Prodan venne quindi arrestato.

### Il ritorno conUnlocked
All'inizio del 2014 la cantante firma un contratto con la Global Records. Il 28 aprile 2014 l'artista pubblica il singolo di lancio del suo secondo album, Thanks for Leaving, dedicato alla fine del rapporto con Prodan. Il 6 maggio esce la sua collaborazione in rumeno con i Trupa Zero, Inima de gheata. il 24 giugno successivo pubblica Cherry Pop, brano con un genere simile al K-pop che raggiunge la vetta della classifica giapponese. Il 16 luglio pubblica il terzo singolo Dance, il quale richiama le sonorità dell'album di debutto. Il 20 agosto viene pubblicato il quarto singolo Give Me Your Everything, una ballad mid-tempo. Il secondo album in studio, Unlocked, è stato pubblicato in Giappone il 27 agosto. A livello internazionale vide la luce il 25 novembre 2014, con l'aggiunta di tre brani inediti tra cui il quinto singolo Vanilla Chocolat pubblicato lo stesso mese dell'uscita del disco.

### Il terzo albumAlestae il progetto "G girls"
Nel 2015 pubblica il sesto ed ultimo singolo da Unlocked, ovvero la canzone Happy, esclusivamente per il mercato italiano, dove chiude le promozioni del secondo album, nello stesso mese di marzo, venne pubblicato il suo primo album di remix Mix Exceptional, contenente remix dei brani appartenenti all'album Saxobeats ed alla sua ristampa Cliché (Hush Hush). Nel mese di giugno pubblica il singolo We Wanna insieme a Inna e Daddy Yankee, ottenendo successo a livello internazionale. Il 19 agosto 2015 pubblica il suo primo video album in DVD chiamato The Collection, il quale contiene tutti i video musicali di tutti i suoi singoli messi sul mercato fino a quel momento. Nel settembre 2015 collabora in un singolo del cantante rumeno Dorian, chiamato Motive in lingua rumena. A novembre pubblica il singolo I Did It, Mama!, secondo estratto dal terzo album. A fine gennaio 2016 rivela la tracklist ed il titolo del disco, ovvero Alesta. Il 2 marzo 2016 pubblica il terzo singolo Balans che anticipa il suo annunciato terzo album in studio Alesta, venendo pubblicato il 9 marzo 2016 solo in Giappone; la versione internazionale viene distribuita dopo vari giorni di marzo con la tracklist in un ordine diverso.
Dopo varie esibizioni in Giappone, Stan pubblica come quarto singolo il brano Écoute. Il 1º giugno la Global Records realizza un supergruppo chiamato 6 Girls che unisce Alexandra, Inna, Antonia e Lori. La band pubblica il singolo Call The Polices. Nei mesi estivi collabora con altri cantanti rumeni nei brani come Au gust zilele di Criss Blaziny e Ciao del Dj Whitesound. Il 24 dello stesso mese pubblica il quinto singolo dell'album Alesta, ovvero Boom Pow.Il 23 dicembre 2016, pubblica il suo secondo album di remix, dedicato al terzo album, di fatto chiamato Alesta: The Remix +.

### Il quarto albumMamie la compilationThe Best
Nel gennaio 2017 Stan chiude il progetto Alesta con il sesto ed ultimo singolo 9 Lives e, per promuovere il lancio di "Virgin Radio Romania", rivisita il noto brano Like A Virgin di Madonna, rilasciandolo come singolo digitale con vari remix. A febbraio collaborò con il Dj Alex Parker per il brano contro l'omofobia Syncronize e ad aprile con Axel Muñiz per un brano in lingua spagnola Siempre Tu. In quell'anno crea una casa discografica indipendente chiamata semplicemente "Alexandra Stan", rimanendo comunque sotto contratto della Global Records, da lì inizierà a lavorare al suo quarto album di inediti. A giugno pubblica il brano Boy Oh Boy con il video musicale registrato in Thailandia, annunciando che tale brano sarebbe stato il primo singolo estratto dal suo album successivo. Nel successivo agosto pubblica il singolo in lingua rumena Noi doi e il suo videoclip musicale. A settembre collabora con il Dj Monoir con il brano di fine estate Save the Night.
Il 18 gennaio 2018 pubblica un singolo promozionale solo per il Giappone, Favorite Game, inserito nella soundtrack del film nipponico Miko Girl. Nel marzo successivo collabora con il cantante Manuel Riva nel singolo Miami, brano che segna il secondo ingresso in carriera nella Billboard Hot 100 per l'artista. Il 4 aprile pubblica il terzo singolo Mami ed annuncia l'album omonimo. Il disco viene pubblicato il 25 aprile solo in Giappone, includendo anche il brano promozionale Favorite Game. L'album viene distribuito in Italia a partire dal mese successivo e infine nel resto del mondo il 15 agosto, cambiando l'ordine della tracklist. Il 25 aprile 2018 collabora con 8KO per il brano Ocean.
Nell'estate dello stesso l'artista interrompe la promozione dell'album e dichiara di essere al lavoro su un nuovo album. Il 27 settembre 2018 collabora con Kopo and Drei Ros nel brano Stay e il 10 ottobre pubblica una raccolta intitolata The Best per festeggiare i dieci anni di carriera musicale. In seguito alla pubblicazione di tale progetto, Stan lascia la Global Records per passare a Universal Music Romania.

### Rainbows
Il 28 giugno 2019 pubblica il singolo della cantante, chiamato I Think I Love It, annunciando che sarebbe stato il primo singolo dal suo quinto album. Il 12 agosto 2019 collabora con il cantante giapponese Tomoro nel brano Casino Lights. Il 31 gennaio 2020 pubblica il singolo Obsesii, in lingua rumena, ottenendo successo commerciale in patria. Il 17 marzo collabora con RDGLDGRN e Natty Scott per il brano Danger. Il 5 maggio 2020 pubblica il singolo del nuovo disco Take Me Home, brano molto personale e che la vede partecipale anche nelle vesti di autrice principale. Il 17 luglio 2020 collabora per la seconda volta con il rapper rumeno Criss Blaziny, rilasciando il singolo Delfinii. Il 7 agosto del 2020 Stan pubblica il quarto singolo Tikari, il suo primo brano in lingua spagnola. Il 9 ottobre 2020 collabora nel brano Bandit appartenente al Dj Paul Damixie.
Il 22 gennaio 2021 collabora con Nosfe, Sak Noel e Los Tioz per il singolo Tembleque, dove per la prima volta oltre a cantare inglese, accenna dei versi in lingua italiana. Nei mesi di gennaio e febbraio 2021 la cantante partecipa come concorrente alla seconda edizione romena de L'isola dei famosi, intitolata Survivor.
A marzo pubblica il singolo Aleasa che ottiene un discreto successo nel suo paese. In quello stesso periodo, venne svelato che il suo futuro quinto album di inediti vedrà la luce nel 2021 con il titolo Rainbows,  ma verrà posticipato alla primavera del 2022. Il 15 aprile 2021 Alexandra tiene il suo primo concerto online nella piattaforma "Netbox". L'artista conclude il 2021 pubblicando il singolo Tokyo. Nel marzo 2022 pubblica il singolo Bad at Hating You. Nel mese successivo pubblica il suo quinto album Rainbows.

## Vita privata
È stata fidanzata con il suo primo produttore discografico. Nel 2013 l'uomo l’ha aggredita fisicamente, costringendola ad un ricovero in ospedale: ciò ha portato a un procedimento giudiziario e ad una condanna, oltre a causare un cambio di etichetta discografica da parte della cantante.

## Discografia

### Album in studio
- 2011 – Saxobeats
- 2014 – Unlocked
- 2016 – Alesta
- 2018 – Mami
- 2022 – Rainbows
- 2024 – Energia ta

### Album di remix
- 2016 – Mix Exceptional
- 2016 – Alesta: The Remix +

### Album video
- 2015 – The Collection

### Raccolte
- 2018 – The Best

## Tournée
- 2014 – Cherry Pop Summer Tour
- 2014/15 – Unlocked Tour